# یواس‌اس شاو (دی‌دی-۳۷۳)
یواس‌اس شاو (دی‌دی-۳۷۳) (به انگلیسی: USS Shaw (DD-373)) یک کشتی بود که طول آن ۳۴۱٫۳ فوت (۱۰۴٫۰ متر) بود. این کشتی در سال ۱۹۳۵ ساخته شد.